# Ajër (låt av Besa Kokëdhima)
För andra betydelser, se Ajër.
Ajër (svenska: Luft) är en låt framförd av den albanska sångerskan Besa Kokëdhima. Den släpptes 19 december 2008. Med låten ställde Kokëdhima upp i Festivali i Këngës 47 i december 2008. Låten skrevs av Olti Curri medan musiken komponerades av Alban Male.
Med låten ställde Kokëdhima för första gången upp i Festivali i Këngës i december 2008. I detta års upplaga var samtliga deltagare kvalificerade för finalen och i den första rundan (19 december) framförde hon låte för tittarna. 20 december framförde hon låten som en duett tillsammans med Jacky da Cunha. I finalen hade hon startnummer 20 av totalt 20 deltagare. Hon framförde låten efter Agim Poshka. Hon fick för bidraget 109 poäng vilket ledde till en 4:e plats, slagen av vinnaren Kejsi Tola med 17 poäng. 